# Paraquadrula
Paraquadrula – rodzina ameb należących do gromady Tubulinea wchodzącej w skład supergrupy Amoebozoa.
Należą tutaj następujące gatunki:
- Paraquadrula irregularis Deflandre, 1932[2]